# Inter graves (Pius IX.)
Inter graves ist eine Enzyklika von Papst Pius IX., datiert vom 1. Dezember 1854.

## Inhalt
Der Papst verkündet in dieser Enzyklika seine Freude über die baldige Fertigstellung einer dogmatischen päpstlichen Bulle, mit der nun, nach langen Überlegungen und unter Mithilfe seiner Brüder, die unbefleckte Empfängnis der heiligsten Mutter Gottes zum apostolischen Dogma des katholischen Glaubens bestimmt werde. Er erinnert an das Apostolische Rundschreiben seines Vorgängers Gregor XVI. dessen weitere Bearbeitung in hoher Aufmerksamkeit und Disziplin erfolgt sei. Des Weiteren hätte er bereits am 2. Februar 1849 in seiner Enzyklika Ubi primum darauf hingewiesen, dass er sich glücklich schätze, in Kürze die Päpstliche Bulle verkünden zu dürfen.

## Ankündigung eines Dogma
Schließlich erbat er die Zustimmung aller Bischöfe dieses Erdkreises, erst danach setzte er diese Enzyklika fort und erklärt, dass er von unendlicher Freude erfüllt sei, dass ihre Meinung zu seinen Wünschen geäußert wurden und große Zustimmung gefunden habe. Er ordnet nun an, dass von jetzt an der 8. Dezember als das „Fest der unbefleckten Empfängnis Mariens“ stattfinden solle, dieses würde auch der Tag sein, an dem er das Dogma („Ineffabilis Deus)“ bekannt geben wolle.